# بور ستيرس
بور ستيرس (بالإنجليزية: Burr Steers)‏ هو كاتب سيناريومخرج وممثل أمريكي، ولد في 8 أكتوبر 1965 بواشنطن العاصمة في الولايات المتحدة.

## أعمال

### أفلام
- (1992) كلاب المستودع[6]
- (1994) خيال رخيص[7][8]
- (2009) 17 مرة أخرى[9][10]
- (2010) تشارلي سانت كلود[11][12]
- (2016) كبرياء وتحامل ووحوش الزومبي[13]

## ترشيحات
ترشيحات
- جائزة الروح المستقلة لأفضل أول سيناريو [الإنجليزية]‏ (2003)
- جائزة ساتالايت لأفضل سيناريو أصلي [الإنجليزية]‏ (2003)

## وصلات خارجية
- بور ستيرس على موقع IMDb (الإنجليزية)
- بور ستيرس على موقع ألو سيني (الفرنسية)
- بور ستيرس على موقع أول موفي (الإنجليزية)
- بور ستيرس على موقع بوكس أوفيس موجو (الإنجليزية)
- بور ستيرس على موقع قاعدة بيانات الأفلام السويدية (السويدية)
- بور ستيرس على موقع قاعدة بيانات الفيلم (الإنجليزية)
- بور ستيرس على موقع كينوبويسك (الروسية)